# Gle Jo
Gle Jo är ett berg i Indonesien.   Det ligger i provinsen Aceh, i den västra delen av landet, 1 800 km nordväst om huvudstaden Jakarta. Toppen på Gle Jo är 207 meter över havet.
Terrängen runt Gle Jo är varierad. Havet är nära Gle Jo åt nordväst. Runt Gle Jo är det ganska tätbefolkat, med 155 invånare per kvadratkilometer. I omgivningarna runt Gle Jo växer i huvudsak städsegrön lövskog.